# خلیج تایمیر
خلیج تایمیر (روسی: Таймырская губа) یک خلیج در سرزمین کراسنویارسک کشور روسیه است.